# Kemal Reis
Kemāl Reʾīs (Manisa, 1451 – Adrianopoli, 8 novembre 1511) è stato un ammiraglio ottomano.

## Biografia
Era lo zio di Piri Reìs, che seguì le sue orme.
La figura di Reìs è legata soprattutto alle guerre tra ottomani e Venezia, specie alla prima battaglia di Lepanto (1499), in cui sconfisse i veneziani.
| Controllo di autorità | VIAF (EN) 83541897 · ISNI (EN) 0000 0000 5700 7829 · CERL cnp01204359 · LCCN (EN) no2009030646 · GND (DE) 139987096 |